# 驱魔警察
《驱魔警察》是1990年上映的一部香港殭屍電影，由董瑋執導，林正英、林俊賢、苗僑偉主演。劇情講述日本九菊一派販毒集團和香港警察鬥智鬥力的故事。

## 剧情
七月七鬼节，陈珠珠的阿婆（人称：三婆）和风叔（林正英饰）的侄女阿莲正在外面烧纸钱。一个小孩路过，准备尿尿到钱纸盆中，被风叔抱开了。三婆不小心把钱纸盆弄得到处是火，于是拿着水去浇灭。引发了鬼的不满，不过被风叔降服。
林Sir（林俊贤饰）带着探员在一家餐馆假扮客人和服务员准备缉拿贩毒组织，珠珠（此时已经死了，成了行尸）坐在餐馆里一动不动，林Sir和他的队友走向她去询问情况，并查看她的手提箱，被施法的珠珠踢散了警队，警长2237（苗侨伟饰）将手铐铐住自己和珠珠的一只脚，结果被拖了出去，林Sir开枪都无法阻挡，直到珠珠被卡车撞倒。
三婆委托风叔帮她去市区认领珠珠的尸体。风叔带着他的侄女去市区认尸。高级警司马Sir(午马饰)就是风叔的昔日拍档。风叔怀疑死者在中枪之前已经死了，并且被犯罪集团当作运毒工具，马Sir在得知案情后把这件案子交给了风叔和林Sir一行人。
风叔带着林Sir及其搭档去艾迪开的运动中心去寻找陈珠珠的男友艾迪。风叔在艾迪身上取了一滴血後，故意放走艾迪，使用道术“符乩追踪法”找到了他们的老巢路线。艾迪回去后因为额头上有血被女老板发现而杀害。
他们追踪到了贩毒组织的老巢，“门前双蛇盘踞，面对双柱擎天，阳光难入，雾气加湿气，又阴又湿，古地凶葬格”的地方，当他们走进去，是石灰地的院子，“炭粉防潮，石灰防腐，中国古代养尸之术”，当风叔看到九菊一派的标志才知道是日本道术家在搞鬼。
风叔仍旧利用“符乩追踪法”把艾迪的尸体弄起来往屋外走，女术士（西协美智子饰）也用道术操纵艾迪的尸体，双方开始斗法。而林Sir的到来打乱了这一切，但是林Sir也被女术士施了法。
当他们回到殓房去验珠珠的尸体，女术士使用“冰符”操纵死去的艾迪开车前来追杀他们三人。最后他们利用汽油把殓房烧了才解決一場危機。至此马Sir觉得事态严重，他暗中把风叔的法宝“云纹阴阳镜”还给了风叔。
林Sir不理风叔的提醒硬是和搭档去贩毒组织的日本料理店查案，不幸遇上了女术士，她原本以为林Sir就是之前在巢穴与她斗法的高手，但是几轮威胁利诱试探之后发现林Sir不是高手，于是对其施了法术“冰符”，同时在嘴里放了热胀冷缩的魔物，想要引出风叔解救。警员2237把中招的搭档救回林Sir的家之后，女术士也趁机而来偷袭。女术士与风叔两人到楼顶开始斗法，女术士最终被“云纹阴阳镜”的光芒烧伤双眼，趕来的林Sir扔给其一个煤气罐，并开枪使煤气罐爆炸，爆炸破坏了地板把全部人带到了最终场景，是一间裁缝工厂。风叔再次使出殓房未成功的喷火绝技把女术士烧到半死并且引她跌落电梯井，最后女术士被风叔用特技动作引进“云纹阴阳镜”的光芒收伏。

## 演員
| 演員       | 角色       | 粵語配音 | 備註 |
| 林正英     | 風叔       | 金貴     | 精通陰陽五行、道家長數、奇門遁甲和風水學的警察，雖然非常能幹但因破案不愛照法定程序走而常背黑鍋升不了官。 |
| 林俊賢     | 林Sir      | 林俊賢   | 警察署的二把手，鐵齒又視信仰為迷信，喜歡阿蓮                                                             |
| 苗僑偉     | 2237號警員 | 張炳強   | 警察署的三把手                                                                                           |
| 午馬       | 馬Sir      | 源家祥   | 高级警司 警察署的長官，年輕時為風叔拍檔                                                                  |
| 王美華     | 阿蓮       | 何錦華   | 風叔的侄女，喜歡林警官                                                                                   |
| 陳治良     | 艾迪       |          | 陳珠珠的男友                                                                                             |
| 周比利     |            |          | 販毒集團的打手                                                                                           |
| 西脇美智子 | 女老板     | 曾慶珏   | 販毒集團的老板，九菊一派道長高手，已由靈界轉入魔道                                                       |
| 侯煥玲     | 三婆       |          | 陳珠珠的阿婆                                                                                             |
| 黃玉行     | 陳珠珠     |          | 餐廳裡運毒的行屍                                                                                         |
| 朱斗       |            |          | |
| 李志傑     |            |          | |
| 彭潤祥     | 小彭       |          | |
| 方茹       |            |          | 圍觀民眾                                                                                                 |
| 許思敏     |            |          | 俱樂部櫃台                                                                                               |
| 陳德興     | 大強       |          | |